# Monistrol de Montserrat (ort)
Monistrol de Montserrat är en ort i Spanien.   Den ligger i provinsen Província de Barcelona och regionen Katalonien, i den östra delen av landet, 500 km öster om huvudstaden Madrid. Monistrol de Montserrat ligger 153 meter över havet och antalet invånare är 3 027.
Terrängen runt Monistrol de Montserrat är huvudsakligen kuperad. Monistrol de Montserrat ligger nere i en dal som går i nord-sydlig riktning.Runt Monistrol de Montserrat är det tätbefolkat, med 511 invånare per kvadratkilometer. Närmaste större samhälle är Terrassa, 14,9 km öster om Monistrol de Montserrat. 